# Deim Zubeir
Deim Zubeir – miasto w Sudanie Południowym w stanie Lol. Liczy poniżej 1000 mieszkańców. Ośrodek przemysłowy.